# Oliver Mik
Oliver Mik (* 27. Oktober 1974 in Essen) ist ein deutscher Koch. Öffentliche  Bekanntheit erlangte er vor allem durch die Doku-Soap Die Kochprofis auf RTL II.

## Leben und Karriere
Mik wurde in Essen in Nordrhein-Westfalen geboren. Mit 18 Jahren absolvierte Mik im Essener „Hotel Astoria“ eine Ausbildung zum Koch. Nach der erfolgreichen Ausbildung leistete er seine Wehrpflicht bei der Bundeswehr als Feldkoch. Als Vorstandskoch von Thyssenkrupp oder im „Tre Forze“ auf der Kö in Düsseldorf sammelte er weitere Erfahrungen in dem Bereich. 2004 wurde er Küchenchef des Bochumer Polizeipräsidiums.
2008 war er in dem Format Jumbo, der Restaurant-Retter mit Jumbo Schreiner zu sehen und ab 2009 in der Koch-Coachingshow Die Kochprofis. Von September 2009 an war Mik Teil der Doku-Soap bei RTL 2. Im November 2009 stieg er aus.
In Voerde führte er eine Kochschule.